# أنتونيو فوتوف
أنتونيو فوتوف (بالبلغارية: Антонио Вутов)‏ (6 يونيو 1996 في بلغاريا - ) هو لاعب كرة قدم بلغاري في مركز الوسط. شارك مع منتخب بلغاريا تحت 17 سنة لكرة القدم ومنتخب بلغاريا تحت 19 سنة لكرة القدم ومنتخب بلغاريا تحت 21 سنة لكرة القدم. أما مع النوادي، فقد لعب مع ليفسكي صوفيا ونادي أودينيزي وكوسينزا كالشيو.

## روابط خارجية
- أنتونيو فوتوف على موقع الاتحاد الدولي (مؤرشف)  (الإنجليزية)
- أنتونيو فوتوف على موقع الاتحاد الأوربي (الإنجليزية)
- أنتونيو فوتوف على موقع قاعدة بيانات كرة القدم.إي يو (الإنجليزية)
- أنتونيو فوتوف على موقع ناشيونال فوتبول تيمز (الإنجليزية)
- أنتونيو فوتوف على موقع Soccerway.com (الإنجليزية)
- أنتونيو فوتوف على موقع AS.com (الإسبانية)